# Liudvinavas
Liudvinavas is een plaats in het Litouwse district Marijampolė. De plaats telt 1055 inwoners (2001).